# Війна Курцоли (1294—1299)
Війна Курцоли — друга війна між морськими республіками Венеція та Генуя, що відбувалась в 1294—1299 роках через посилення конкуренції між ними в умовах втрати привабливих ринків Леванту. Значною мірою війна була спровокована падінням в 1291 році Акри, останнього значного міста на Близькому сході що мало руйнівні наслідки для комерційних інтересів Венеції. Обидві морські республіки шукали способи відновити свої позиції у Східному Середземномор'ї та у Чорному морі.
Після закінчення пятирічного перемир'я, укладеного між республіками в 1270 році, генуезькі кораблі постійно нападали на венеційські торгові кораблі в Егейському морі. У 1295 році генуезькі набіги на венеційський квартал у Константинополі ще більше посилили напруженість, що призвело до офіційного оголошення війни венеційцями того ж року. Не дивлячись на наявність чинної мирної угоди, укладеної в 1285 році з Венецією, Візантійська імперія підтримала у конфлікті генуезців і вступила у війну на їх боці. У той час як венеційці швидко просувалися до Егейського та Чорного морів, генуезці домінували протягом усієї війни, зрештою перемогли венеційців у битві при Курцолі в 1298 році, а наступного року за посередництвом міланського герцога було укладено компромісний мирний договір у Мілані.

## Передумови
18 травня 1291 року армія єгипетських мамлюків штурмом взяла Акру — головний перевалочний пункт венеційської торгівлі зі Сходом. Для Венеції, яка після падіння Латинської імперії поступилася першістю у Константинополі та на теренах Візантії на користь своїх конкурентів з Генуезької республіки, це було сильним ударом. Це відбувалось на фоні загальної втрати східної торгівлі спеціями в Європі в середні віки, коли мусульманські імперії почали закривати традиційні маршрути, якими користувались європейці. Після падіння Акри торгівля Венеції зі сходом майже повністю залежала від північного шляху через чорноморські порти, де позиції генуезців, союзників Візантії були дуже сильними. Не в змозі конкурувати з Генуєю, яка змогла зберегти свої колонії в Приазов'ї та Криму, економіка Венеції зазнала потужного удару.
З часів Четвертого хрестового походу візантійські імператори продовжували віддавати перевагу Генуї як торговому союзнику, а не Венеції. Через це в 1291 році Генуя мала достатньо влади в межах Візантійської імперії, щоб заблокувати венеційцям прохід через протоку Босфор, повністю перекривши їм доступ до Чорного моря. Усі ці фактори доповнювались регулярними нападами генуезців на венеційські торгові конвої в Егейському морі, а також відчутними набігами на венеційський Крит.
Тепер, після блокади Босфору, набігів на Крит і нападів на венеційських купців в Егейському морі, а також, під час останнього шквалу генуезької агресії, набігу на венеційський квартал у Константинополі в 1295 році, що супроводжувався арештом уцілілих венеційців візантійським імператором Андроніком II Палеологом (правив 1282—1328), у венеційців не було іншого вибору, окрім як формально помститися, оголосивши війну обом юридичним особам того ж року.
Готуючись до війни з Генуєю, Венеція вступила у союз із Пізою і звернулася до багатих сімей міста з проханням здійснити фінансування військового флоту.
Постійне суперництво між двома містами призвело до зіткнень у 1291 році та офіційного відновлення війни у 1294 році. Венеційські перемоги на початку війни були затьмарені пізнішими перемогами Генуї та загальним військовим успіхом генуезців, незважаючи на серйозні втрати їхнього флоту.

## Перебіг війни

### Генуезькі перемоги в 1294—1295 роках
4 жовтня 1294 року венеційський флот вийшов у похід проти генуезців. Зіткнення між сторонами відбулось біля порту Лаяццо (сучасний Айас) в Кілікійській Вірменії. Падіння в Леванті останніх контрольованих хрестоносцями портів — Антіохії (1268) та Акри (1291), збільшили важливість Лаяццо як центру міжнародної торгівлі зі сходом. Генуезці, будучи в меншості, прив'язали свої кораблі один до одного, що дозволяло військам переміщуватись між кораблями туди, де була потрібна велика сила. Венеційський адмірал Марко Баседжо, недооцінивши тактику супротивника, атакував генуезьку «платформу» по центру, безуспішно намагаючись розламати її. У результаті венеційці втратили двадцять п'ять галер із шістдесяти восьми та безліч людей, включаючи самого адмірала Баседжо. Скориставшись перевагою, генуезький флот напав на Крит і пограбував Канею (сучасна Ханья) та знищив венеційську ескадру, яка намагалась блокувати Босфор.
Протистояння між сторонами перекинулося і в Константинополь, де у 1295 році місцеві генуезькі мешканці зруйнували венеційський квартал і вбили багатьох венеційських мирних жителів. Незважаючи на візантійсько-венеційське перемир'я 1285 року, візантійський імператор Андронік II Палеолог негайно підтримав своїх генуезьких союзників, заарештувавши венеційців, якім вдалось врятуватись під час різанини, включаючи венеційського байло Марко Бембо.

### Успішні рейди венеційського флоту в 1296 році
Низка поразок пробудила Венецію, і вона за короткий термін спорядила флот із сорока галер під командуванням адмірала Ружері Морозіні Малабранки. Внутрішній громадянський конфлікт у Генуї перешкодив розгортанню великого флоту в 1296 році і венеційський флот під командуванням Морозіні, який не зустрів протидії, здійснив напад на головні генуезькі поселення в східному Середземномор'ї. Морозіні попрямував до Константинополя, спалюючи дорогою всі грецькі і генуезькі кораблі. На узбережжі Малої Азії Морозіні поруч з Фокеєю спалив генуезькі копальні Дзаккарія, після чого напав на генуезьку факторію в Галаті (генуезька колонія розташовувалась на протилежному від Константинополя стороні затоки Золотий Ріг і на той час ще не була укріплена) і також спалив її. Після цього венеційський флот підійшов до палацу візантійського імператора та знищив його галеру. Андронік, пам'ятаючи про Четвертий хрестовий похід і боячись втратити місто, незабаром уклав мир із Венецією, домовившись про звільнення всіх ув'язнених венеційців, швидке повернення їхнього конфіскованого майна та виплату великої суми компенсації за збитки, завдані венеційським мешканцям столиці. Інша флотилія венеційців на чолі з Джованні Сорандзо, що вийшла з Венеції незабаром після флотилії Морозіні, в 1296 році за підтримки Трапезундської імперії прорвала генуезьку блокаду Босфору, увійшла в Чорне море і захопила Кафу.

### Битва при Курцолі (1298)
У 1297 році вже венеційці уникали битв, але їм довелось битися в 1298 році, коли генуезький флот під командуванням Ламба Доріа увійшов в Адріатику і наблизився до самої Венеції, загрожуючи венеційським лініям постачання. В битві при Курцолі (сучасна Клорчула, Хорватія), найбільшій битві цієї війни, генуезький флот Ламба Доріа завдав венеційцям розгромної поразки, зумівши потопити 65 із 95 венеційських суден, при цьому 9 000 венеційців загинули, а ще 5 000 було захоплено в полон, серед них адмірал Андреа Дондоло (син венеційського дожа Джованні Дондоло).

## Завершення війни
Після видатної перемоги в битві біля Корчули генуезці, які також зазнали значних втрат і були стурбовані триваючим внутрішнім конфліктом у Лігурії, не продовжили наступ на саму Венецію, а повернулися додому і в 1299 році за посередництвом міланського сеньора Маттео I Вісконті було укладено компромісний Міланський мирний договір, який поклав кінець безрезультатній чотирирічній війні і одночасно залишив Венеції свободу продовжувати боротьбу проти Візантії.
Саме на цій війні Марко Поло, воюючи за рідну Венецію, потрапив у полон і перебуваючи у генуезькій в'язниці надиктував іншому в'язню, пізанцю Рустікелло свої мемуари про подорож до Китаю — «Книгу чудес світу».